# Дракула (роман)
«Дра́кула» (англ. Dracula) — готический роман ужасов ирландского писателя Брэма Стокера, впервые опубликованный в 1897 году. «Дракула» построен как эпистолярный роман — в формате писем, дневниковых заметок и газетных вырезок. Его герои сталкиваются со сверхъестественным антагонистом — вампиром графом Дракулой. В начале романа британский юрист Джонатан Харкер посещает Трансильванию — область в современной Румынии — для переговоров с Дракулой, желающим купить дом в Англии. Дракула оказывается вампиром, восставшим из мёртвых, и Харкеру чудом удаётся бежать. Позже граф Дракула является и в Англию, где наводит ужас на приморский городок Уитби. Группе героев, которую возглавляет профессор Абрахам Ван Хельсинг, удаётся бросить вызов вампиру и его слугам. Они преследуют Дракулу, который возвращается в свой замок в Трансильвании, и окончательно уничтожают вампира.
Стокер писал «Дракулу» на протяжении 1890-х годов, черпая вдохновение из истории и фольклора Восточной Европы. Он провёл обширные изыскания в библиотеках и составил более сотни страниц заметок к будущему роману. Сам центральный антагонист романа граф Дракула — персонаж вымышленный, хотя исследователи романа связывали его со средневековым правителем Валахии Владом III Цепешем. Прозвище Цепеша «Дракула» Стокер позаимствовал из своих чтений в библиотеке Уитби и вставил в роман, предполагая, что оно означает «дьявол».
После первой публикации в мае 1897 года «Дракула» получил хвалебные отзывы рецензентов, высоко оценивших его пугающую атмосферу. В XX веке «Дракула» приобрёл славу одного из ключевых произведений готической литературы и занял важное место среди классической британской литературы в целом. Роман неоднократно становился предметом академических исследований, изучавших его в историческом контексте викторианской эпохи и обсуждавших затронутые в нём темы сексуальности, ксенофобии, религии и болезней. Роман Стокера, ещё в 1930-х годах оказавшийся в общественном достоянии, был многократно экранизирован. Граф Дракула вошел в популярную культуру как архетипический вампир.

## Сюжет
Произведение является эпистолярным романом, повествование в нём складывается из писем и записей в дневниках его героев, а также из газетных вырезок; действие романа происходит в конце XIX века.
Всё начинается с того, что молодой стряпчий из Великобритании Джонатан Харкер отправляется в австро-венгерскую область Трансильвания к некоему графу Дракуле, с целью продажи ему недвижимости в Англии. Харкер добирается до городка Бистрица, а оттуда дилижанс довозит его до перевала Борго, где после захода солнца Джонатана встречает экипаж со странным кучером, который и привозит стряпчего в замок графа, находящийся в безлюдной глуши Карпатских гор. По дороге Харкер замечает странные голубые огни, места же, где они появлялись, кучер отмечал камнями. Позднее Дракула объяснил, что эти голубые огни появляются в здешней земле ночью раз в году, в местах, где зарыты клады, но суеверные местные жители именно этой ночью боятся выходить из дома.
Дракула оказывается пожилым и очень бледным человеком и Харкер тут же успешно продаёт ему заброшенную английскую усадьбу Карфакс, но затем граф зачем-то заставляет стряпчего написать домой, что он пробудет у него ещё месяц. Довольно скоро Джонатан понимает, что кроме графа, в замке больше никого нет и странным кучером был он сам. К тому же тот не отражается в зеркале, днём отсутствует неизвестно где, а как-то Харкер заметил его ползущим как ящерица по вертикальной стене замка. Вскоре стряпчий понимает, что граф не человек, а он его пленник; в дневное время все выходы из замка заперты, а по ночам вокруг рыскают волки, подчиняющиеся Дракуле. Одной ночью, исследуя замок, Джонатан сталкивается с тремя красивыми женщинами, которые сначала гипнотизируют его, а потом пытаются укусить в шею, но их прогоняет граф, кидая тем на съедение мешок, с похищенным им где-то ребёнком. Утром Харкер просыпается у себя в комнате.
Ужасные женщины, как оказалось, способные превращаться в кружащуюся в воздухе пыль, больше не трогали Джонатана и один раз днём он сумел проникнуть в старую часовню замка, где обнаружил, что Дракула в дневное время спит в ящике-гробу с землёй. Затем к графу приезжают цыгане и загружают похожие ящики землёй из подвалов замка. Наконец, оставив Харкера на расправу трём своим невестам, граф с цыганами покидает замок, отправившись в Англию на корабле в ящике, среди груза таких же. Впоследствии, из судового журнала, становится понятно, что в течение всего плавания Дракула незаметно выбирался из своего ящика и поедал членов команды одного за другим, пока его корабль не пристал к берегу у английского приморского городка Уитби, но уже без экипажа и с трупом капитана у штурвала. Затем граф покидает судно, обернувшись волком. Тем временем Харкеру удаётся сбежать из замка.
В это время Мина Меррей — невеста Джонатана, гостит в Уитби у своей подруги, Люси Вестенра. Неожиданно Люси начинает терять много крови, что не прекращается даже после её переезда в свой лондонский особняк Хиллингем. Впоследствии, Мина получает извещение о том, что Харкер находится в больнице Будапешта с лихорадкой, и уезжает к нему. Богатый жених Люси — Артур Холмвуд, просит помощи у своего друга, доктора Джона Сьюворда, владельца клиники для душевнобольных, влюблённого в его невесту. Сьюворд же в это время очень заинтересован своим пациентом-зоофагом по имени Р. М. Ренфилд, который ест мух и пауков, считая, что поедание любых живых существ даёт ему большую силу. Осмотрев Люси, Сьюворд не может поставить диагноз и поэтому приглашает из-за границы своего бывшего преподавателя, голландского профессора Абрахама Ван Хелсинга, специалиста по редким заболеваниям. Ван Хелсинг сразу опознаёт присутствие потусторонних сил, поняв, что какая-то тварь повадилась пить кровь девушки, и старается защитить Люси, делая ей переливание крови и предпринимая непонятные для остальных меры предосторожности (например, расставляет в её комнате цветы чеснока). Несмотря на все его усилия, тварь всё-таки ухитряется периодически проникать к Люси, и в конце концов она умирает, а с ней и её мать от инфаркта .
Джонатан выздоравливает, они с Миной женятся и уезжают обратно в Англию. Харкер пребывает в весьма подавленном состоянии. Как-то прогуливаясь с Миной по Лондону, он замечает мужчину, в котором признаёт помолодевшего графа Дракулу. После похорон Люси в прессе начинают появляться сообщения о нападении на детей некой женщины, которая пила их кровь. Вскоре Ван Хелсинг, взяв с собой Сьюворда, Холмвуда и их общего друга — американца из Техаса, по имени Квинси П. Моррис, отправляется ночью на кладбище, где похоронена Люси, и её гроб в склепе оказывается пустым. Профессор объясняет, что из Люси пил кровь носферату — не-умерший кровососущий вампир, отчего она и умерла и теперь после смерти стала такой же вампиршей. Люси возвращается с похищенным ею ребёнком и, увидев людей, пробирается в свой гроб, как-то проскользнув в щель толщиной с волос. Позднее Ван Хелсинг и Холмвуд убивают Люси окончательно, проткнув её сердце осиновым колом и отрезав голову.
Ван Хелсинг знакомится с Харкерами и, узнав о похождениях Джонатана, понимает, что за гибелью Люси стоит граф-вампир Дракула, ныне прячущийся в усадьбе Карфакс, находящейся рядом с психиатрической лечебницей доктора Сьюворда. Харкеры, Ван Хелсинг, Холмвуд, Квинси и Сьюворд решают уничтожить графа, временно обосновавшись в этой лечебнице и пользуясь обширными знаниями Ван Хелсинга о вампирах. Вампир невероятно силён, может повелевать животными и обращаться в них, например в волка и летучую мышь, частично способен управлять погодой, уменьшаться в размерах и превращаться в пар. Но днём он лишён своих способностей, не может войти в чужой дом, пока его не пригласят, и ему периодически надо спать в земле своей родины чтобы набираться сил, для этого он и привёз в Англию ящики с трансильванской землёй. Вскоре ночью графа застают в лечебнице, в спальне Мины, он успел заразить её вампиризмом, насильно дав ей попробовать свою кровь. Граф сбегает, оказалось, что он проник в больницу благодаря Ренфилду, пригласившему его, но затем больной-зоофаг вдруг вступился за Мину, и граф его убил. После профессор и компания нашли и уничтожили все ящики графа с землёй, кроме одного, куда-то пропавшего. Однако теперь Мина неминуемо станет вампиром, если Дракулу не убить, когда же Ван Хелсинг приложил к её лбу освящённый хлеб, на коже девушки остался ожог.
Пользуясь тем, что между Миной и Дракулой установилась ментальная связь, профессор гипнотизирует её, и та рассказывает, что граф на корабле плывёт домой в ящике. Тогда Ван Хелсинг с друзьями выясняют, на каком судне уплыл Дракула, и приезжают на поезде в болгарский порт Варна, надеясь перехватить его по прибытии. Но тот в свою очередь прочёл мысли Мины и его корабль пришвартовался в румынском порту Галац. Преследователи выясняют, что ящик с корабля забрал еврейский коммерсант Иммануил Хильдесхайм, заплатив которому, они узнают, кому тот передал ящик. Однако получатель ящика был уже убит. Мина сопоставляет географическую карту со звуками, которые она слышит во время телепатической связи с графом, и устанавливает маршрут следования ящика с ним. Харкер, Холмвуд, Сьюворд и Квинси узнают, что ящик с Дракулой забрали цыгане, и преследуют их, а Мина и профессор едут сразу к замку графа, прибыв туда первыми. Когда Ван Хелсинг с Миной заночевали рядом с замком, начинается снегопад и появляются три невесты Дракулы. Профессор защищает себя и Мину с помощью магического круга и Святых Даров, а утром находит спящих вампирш в часовне и убивает всех трех. К вечеру, почти у самого замка, Харкер с друзьями догоняет цыган, везущих графа. Начинается схватка, Моррис оказывается тяжело ранен. За считанные мгновения до заката друзьям удаётся вскрыть ящик с Дракулой внутри и убить вампира: Харкер гуркхским ножом рассекает вампиру горло, Квинси же охотничьим ножом пронзает ему сердце. Дракула превращается в прах, ожог на лбу Мины исчезает, но смертельно раненый Моррис умирает.
Спустя семь лет Джонатан напишет в своём дневнике, что у них родился сын, и они назвали его Квинси, в честь Морриса.

## Герои романа
- Абрахам Ван Хельсинг (Ван Хелсинг, Ван Гельсинг) — доктор, философ-метафизик, специалист по оккультной магии. Насколько можно судить по характеристике, данной ему его учеником Сьювордом, глубоко верующий человек.
- Джонатан Харкер — юрист, специалист по стенографическому письму. Жених, впоследствии — муж Вильгельмины Харкер.
- Вильгельмина Харкер (в девичестве Меррей). Сначала невеста, а потом жена Джонатана Харкера. Сирота. Из контекста следует, что она по профессии школьная учительница, разделяющая умеренные суфражистские идеи. Лучшая подруга Люси Вестенра.
- Доктор Джон Сьюворд — врач-психиатр, поклонник Люси Вестенра.
- Люси Вестенра — лучшая подруга Мины Харкер, очевидно, из состоятельной семьи. Сомнамбула. Жертва Дракулы.
- Квинси П. Моррис — богатый путешественник из США, поклонник Люси. После её смерти поклялся найти убийцу и жестоко отомстить.
- Ренфилд — пожилой пациент лечебницы для душевнобольных, главой которой является Джон Сьюворд. Поклоняется Дракуле. Чрезвычайно умён.
- Мистер Питер Хокинс — глава юридической компании, в которой работает Джонатан Харкер.
- Артур Холмвуд (позже лорд Годалминг) — жених Люси Вестенра.
- Граф Дракула — вампир.
- Лорд Годалминг — отец Артура.
- Миссис Вестенра — мать Люси.
- Сестра Агата — служащая госпиталя Святого Иосифа и Святой Марии.
- Мистер Сволс (Суолс) — 101-летний моряк, знакомый и собеседник Мины на прогулках в Уитби. Первая жертва Дракулы на английской земле.

## Работа над романом

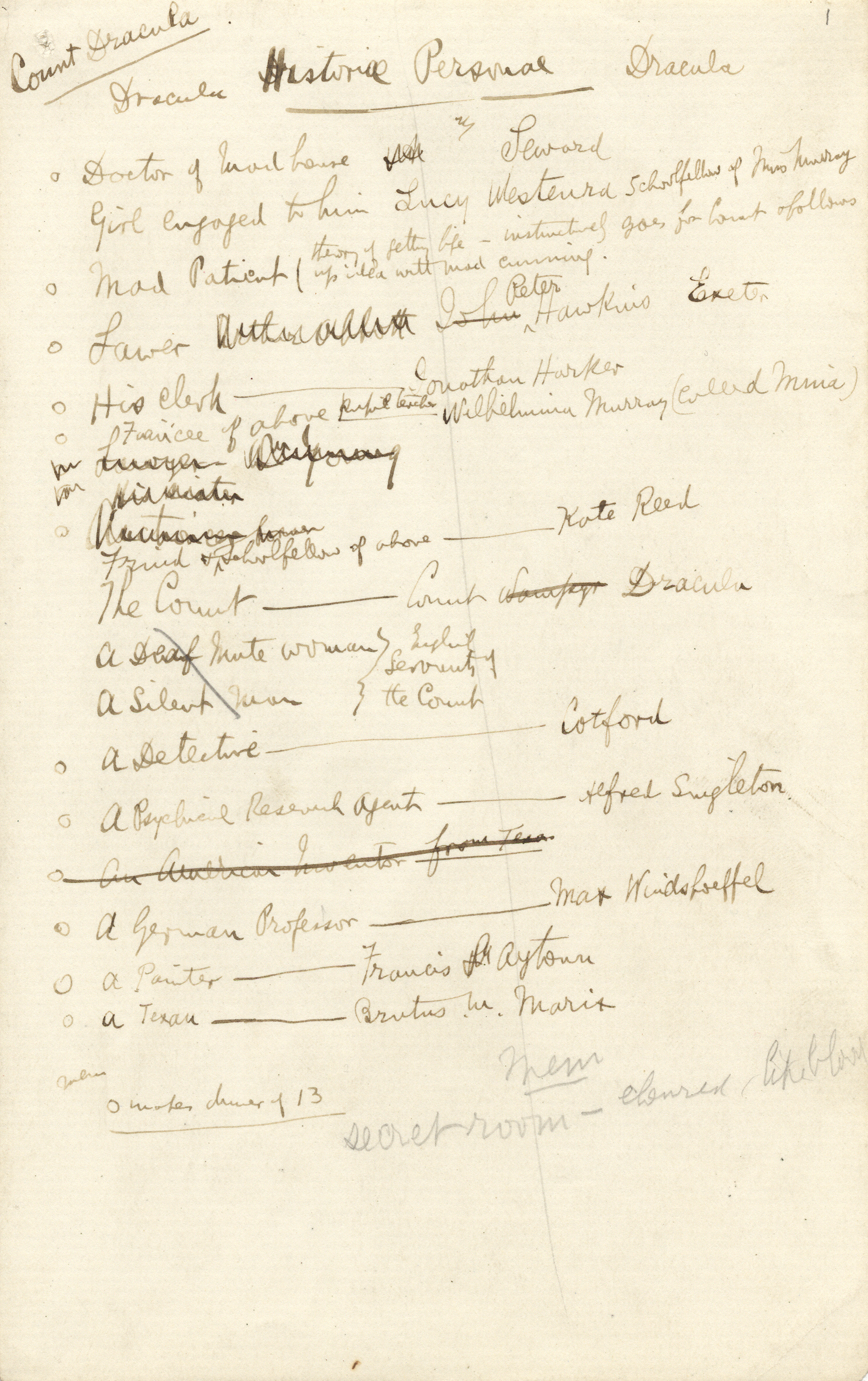
Первые наброски

Стокер начал работать над романом в начале весны 1890 года. Заметки Стокера к роману, составленные между 1890 и 1897 годами, хранятся в Музее и библиотеке Розенбахов в Филадельфии, США. Они выставлялись на аукционе Сотби с 1913 года, где их в 1970 году выкупил американский коллекционер Абрахам Розенбах. 116 листов заметок организованы в три группы: один из этих наборов заметок состоит из 49 рукописных листов и содержит список персонажей романа, заметки о фольклорных вампирах и оборотнях, краткое изложение сюжета всей книги и большинства глав, хронологии и разные записи. Второй — из 30 листов, включая две фотографии и вырезку из газеты New York World от 2 февраля 1896 года «Вампиры в Новой Англии», различные заметки по чтению о вампирах и оборотнях, о кораблекрушении, географии и диалектах в окрестностях Уитби, Северный Йоркшир, где проходит часть действия романа. Третья часть — 37 машинописных листов со сделанными от руки исправлениями; он посвящён истории и географии Карпатии, теории снов и кладбищам Уитби. Большинство листов с заметками не содержат дат или мест написания, и Стокер неоднократно возвращался к прошлым заметкам и вносил в них добавления. Многие из рукописных листов трудночитаемы из-за неразборчивого почерка писателя.
Самые первые записи писателя, датированные 8 марта 1890 года, содержат строки «воскресший мёртвый старик» и «юноша гуляет, встречает девушек, одна пытается поцеловать его, но не в губы, а в горло». На каком-то этапе Стокер давал будущему Дракуле имя «граф Вампир» (англ. Count Wampyr). В самом первом наброске сюжета действие романа разворачивалось в Штирии. Позже Стокер зачеркнул «Штирию» и написал сверху «Трансильвания». В июле-августе 1890 года Стокер отдыхал в местечке Уитби. Стокер брал в библиотеке Уитби книги разного рода, которые использовал в работе над романом. Уже во время этого отдыха Стокер принял решение сделать Уитби ещё одним местом действия своей книги и делал многочисленные записи об Уитби, которые позже внёс в текст романа — выписки из журнала береговой охраны, разговоры с местными рыбаками, описания гавани, пейзажей и погоды, надписи с могил на местном кладбище.
Книжные изыскания Стокера как в Уитби, так и позже в Лондоне были обширными — заметки писателя содержат алфавитный список книг, которые он читал и из которых делал выписки во время работы над романом. Эти книги посвящены фольклору Восточной Европы и английских моряков, вампирам и оборотням, суевериям и снам. Исследовательница творчества Стокера Элизабет Миллер особо выделяла четыре книги, которые Стокер использовал как основные источники информации о вампирах: «Трансильванские суеверия» (англ. Transylvanian Superstitions, 1885) Эмили Джерард; «Книга оборотней» Уильяма Баринга-Гулда, «Об истинах, содержащихся в народных суевериях» (On the Truths contained in Popular Superstitions – with an Account of Mesmerism, 1851) Герберта Майо и «Золотой Херсонес» (The Golden Chersonese, 1883) Изабеллы Бёрд. Исследователи творчества Стокера также указывали на другую книгу Эмили Джерард о Трансильвании — «Земля за лесом» (The Land Beyond the Forest, 1888), но Миллер отмечала, что этот труд нигде не упоминается в заметках Стокера к роману.
Одно из связанных с Уитби событий, которое привлёкло особый интерес писателя — крушение российской шхуны «Дмитрий» из Нарвы в 1885 году. В октябре этого года судно село во время грозы на мель на печально известной песчаной косе. Вся команда выжила. Фотография разбитой шхуны была сделана Фрэнком Мидоу Сатклиффом. Профессор современной английской литературы в Университетском колледже Лондона Джон Сазерленд считал, что Стокер мог слышать местную городскую легенду, которая утверждала, что на корабле был груз гробов, которые выносило море на берег вместе с трупами моряков в течение нескольких дней после того, как шторм утих. В первых конспективных набросках романа Дракула прибывал в Англию в гробу через дуврскую таможню.
Некоторые авторы связывают интерес Стокера к Трансильвании с его встречами с венгерским учёным-ориенталистом, путешественником и краеведом Арминием Вамбери.  В самом романе профессор Ван Хельсинг ссылается на сведения, полученные им от своего «друга профессора Арминия из Будапештского университета». Стокер встречался с Вамбери дважды — в Лондоне 30 апреля 1890 года и в Дублине двумя годами позже. Сам Вамбери не писал ничего о вампирах, и хотя они со Стокером могли обсуждать эту фольклорную тему, упоминаний о таких разговорах между Стокером и Вамбери в бумагах писателя нет.
Прозвище «Дракула» (англ. Dracula) для своего графа Стокер заимствовал у реально живших валашских правителей XV века — Влада II Дракула и его сына Влада III Цепеша, тоже известного как Дракула. Само имя «Дракула» Стокер заимствовал из книги британского дипломата Уильяма Уилкинсона «Описание княжеств Валахии и Молдавии» (An Account of the Principalities of Wallachia and Moldavia, 1820), которую читал в Уитби — эти упоминания относились, по-видимому, к Владу II и его походам за Дунай против турок. Стокер выписал оттуда строку «„Дракула“ по-валашски означает „дьявол“». В тексте романа профессор Ван Хельсинг допускает, что граф Дракула может быть «тем самым воеводой Дракулой, который заслужил своё имя в боях с турками по ту сторону великой реки, на границах Турции». Из этого не следует, что Дракула как персонаж как-либо ещё основан на Владе II или Владе III. Прочная ассоциация между графом Дракулой и Владом III Цепешем и преданиям о нём возникла уже в XX веке благодаря книге Макнелли и Флореску «В поисках Дракулы» (1972), поже её зацементировал фильм Фрэнсиса Форда Копполы «Дракула» (1992). С начала 1970-х годов делались также попытки связать графа Дракулу и с другой исторической персоной — Елизаветой Батори, венгерской графиней, жившей на рубеже XVI-XVII веков и известной серийными убийствами девушек. Связь между стокеровским Дракулой и Елизаветой Батори и интерес к ее персоне могли возникнуть благодаря фильму Hammer Film Productions «Графиня Дракула» (1970). Стокер мог встречать рассказы о «кровавой графине» Батори в своих чтениях, — например, в «Книге оборотней» Баринга-Гулда — но в его заметках к роману нет ни касающихся Батори выписок из этих книг, ни каких-либо её упоминаний
На замысел Стокера могли повлиять как ирландские поверья о кровососущих существах, так и знаменитая повесть Шеридана ле Фаню «Кармилла» (1872). Хотя, в отличие от романа Стокера, главный носитель зла у Ле Фаню — неотразимая, роковая женщина, сторонники связи между произведениями указывают на сходство с Кармиллой женских персонажей Стокера (Люси Вестенра, невесты Дракулы).
Другие литературоведы усматривают связь между фабулами «Дракулы» и романа Жюля Верна «Замок в Карпатах» (1892) — в последнем жуткий, загадочный аристократ преследует девушку, а её возлюбленный пытается пробраться в логово негодяя и освободить её от злых чар.

## Публикация
«Дракула» был впервые опубликован в Лондоне, в мае 1897 года, издательством «Constable». Издание имело твёрдый тканевый переплёт жёлтого цвета с оглавлением красными буквами и стоило шесть шиллингов. В 1899 году роман был защищён авторским правом в Соединённых Штатах, с публикацией нью-йоркским издательством «Doubleday & McClure». Но когда киностудия Universal Studios приобрела права, выяснилось, что Брэм Стокер не выполнил часть закона США об авторском праве, что сделало роман общедоступным. В Великобритании и других странах из-за Бернской конвенции об авторских правах, роман находился под авторским правом до апреля 1962 года, спустя пятьдесят лет после смерти Стокера.

## Успех
Хотя Стокер не был первым писателем, сделавшим вампира героем своего произведения, его книга оказала исключительное влияние на складывание и популяризацию «вампирского мифа». Огромное количество посвящённых вампирам книг и фильмов, появившихся в XX и XXI веке, так или иначе обязано своим существованием роману Стокера.
Литературные критики встретили роман сочувственными рецензиями. Многие популярные в то время издания называли «Дракулу» лучшим готическим романом последнего времени; такая же оценка содержится в письме Конан Дойля автору. Однако по популярности и продажам «Дракула» в первые годы после своего издания не мог сравниться, скажем, со «Скорбью Сатаны» Корелли (1895) или романом «Жук» (1897) о вторжении в викторианский Лондон бесформенного существа из Древнего Египта. Умер Стокер в нужде.
Одним из первых почитателей романа в России был Александр Блок. После прочтения книги он написал статью «Солнце над Россией», где рассуждал о вампирических силах, которые всегда таятся в истории России и подстерегают её лучших людей. По мнению В.Цымбурского, впечатления от романа также отразились в цикле стихов «Чёрная кровь».

…прочёл я «Вампира — графа Дракула». Читал две ночи и боялся отчаянно. Потом понял ещё и глубину этого, независимо от литературности и т. д. Написал в «Руно» юбилейную статью о Толстом под влиянием этой повести. Это — вещь замечательная и неисчерпаемая, благодарю тебя за то, что ты заставил меня, наконец, прочесть её.— Из письма Блока Е. П. Иванову от 3 сентября 1908 года.
Всемирную известность получила вольная экранизация романа, выполненная в 1922 году немецким режиссёром Мурнау под названием «Носферату». Поскольку у создателей фильма не было авторского соглашения с вдовой Стокера, они дали персонажам другие имена (главный вампир получил имя графа Орлока), а действие перенесли на север Германии. Однако слава фильма достигла вдовы писателя, которая в судебном порядке потребовала запретить его дистрибуцию и уничтожить все негативы.
Широкую популярность образу Дракулы принесла одноимённая пьеса, написанная по мотивам романа в 1924 году ирландцем Гамильтоном Дином. В преддверии нью-йоркской премьеры (1927) американец Джон Бальдерстон основательно переписал пьесу, которая в этом виде стала хитом Бродвея. Именно эта версия истории о Дракуле, далёко отстоящая от исходного сюжета, легла в основу классического голливудского фильма 1931 года. Гораздо ближе к роману Стокера фильм Фрэнсиса Форда Копполы (1992).
В 1901 году в Исландии был опубликован роман-подражание «Силы тьмы», не снискавший, однако, популярности.

## Анализ
С формальной (композиционной) точки зрения, «Дракула» — эпистолярный роман: повествование складывается из писем и записей в дневниках, что придаёт ему бо́льшее правдоподобие и как бы документальный характер. По содержанию роман принято относить к готической литературной традиции, позднее получившей название «литературы ужаса».
В литературоведении предложено много изощрённых психологических и символических трактовок романа и его центрального образа. Довольно часто в приезжем чужестранце видят воплощение вытесненных из викторианской жизни запретных влечений («Оно»), в частности, гомосексуальных. Стокер изобразил вампиризм как заболевание (заразная демоническая одержимость), сведя воедино мотивы секса, крови и смерти, во многом табуированные в викторианской Британии.
Британский профессор Питер Логан отмечал, что «Дракула» выражает «назревающее в Викторианскую эпоху недовольство среднего класса по отношению к привилегированным высшим сословиям, которые жили за счет остального общества», и что «Британия, являясь крупнейшим колонизатором за всю историю, олицетворяла такого геополитического вампира, который высасывал из своих колоний самое ценное».